# Max Arthur Waagen
Max Arthur Waagen est un sculpteur allemand né à Memel (actuellement Klaipėda en Lituanie) le 11 mars 1836 et mort à Paris en 1898.

## Biographie
On a peu d'informations sur sa vie. Il a été l'élève du statuaire Christian Daniel Rauch qui avait créé une école en Prusse, dont les élèves les plus célèbres ont été August Kiss et Friedrich Drake. Il a quitté l'Allemagne pour faire carrière en France. Il s'est installé à Paris où il a créé de nombreuses œuvres portant des titres français. Il s'est spécialisé dans des sculptures animalières et orientales.
Les livrets de Salons montrent qu'il y a exposé des œuvres entre 1861 et 1887. Au Salon de 1861, il a présenté un groupe Lutte suprême du lion blessé à mort. Au Salon de 1869, il a présenté un groupe en plâtre intitulé Faisans. Au Salon de 1870, ce sont deux statuettes en bronze : L'Oracle des fleurs et Le retour des champs. Il montre un Portrait de M. A. P. au Salon de 1879, Un Vandale au Salon de 1887.

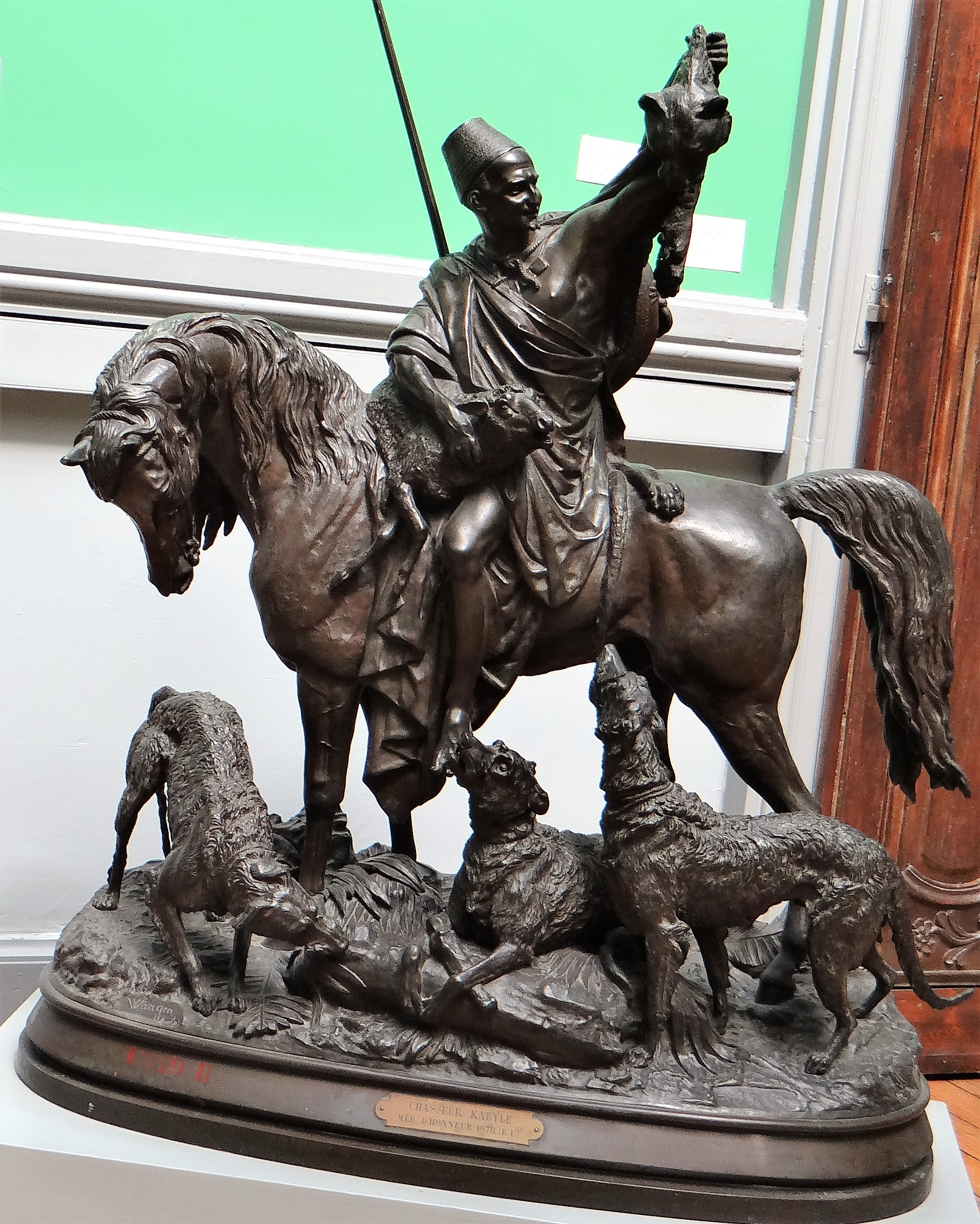
Chasseur kabyle de retour de la chasse
Musée d'art et d'archéologie du Périgord

Son œuvre la plus célèbre est Chasseur kabyle de retour de la chasse.
Son atelier était situé au 40, cours de Vincennes puis à La Varenne Saint-Hilaire, 11, avenue Chevalier.